# Jorge Risquet
Jorge Risquet Valdés-Saldaña (La Habana, Cuba, 6 de mayo de 1930-ibidem, 28 de septiembre de 2015) fue un revolucionario y político cubano. Participó en la guerrilla de la Sierra Maestra durante la Revolución Cubana y posteriormente se involucró en la guerra civil de Angola (1975-1991). También participó en las negociaciones de paz entre Angola y Sudáfrica, que condujeron a la independencia de Namibia y contribuyeron a la liberación de Nelson Mandela y al fin del apartheid. Fue miembro del Politburó del Partido Comunista de Cuba de 1980 a 1991.

## Primeros años y carrera política
Risquet creció en una familia pobre que vivía en un solar, o una casa de vecindad, donde una familia vivía en una habitación y compartía un baño con otras familias. Viviendo en la pobreza, ambos padres de Risquet trabajaron en la industria tabacalera y desarrollaron una relación en el Partido Socialista Popular (comunista), a su vez radicalizando políticamente a Risquet en su juventud.
Risquet también fue políticamente activo en Guatemala, donde representó a América Latina en la Federación Mundial de Juventudes Democráticas hasta el golpe de Estado respaldado por Estados Unidos en 1954. En Guatemala, Risquet conoció al médico y revolucionario Ernesto "Che" Guevara. Durante la dictadura de Batista (1952-1958), Risquet fue sometido a tortura y encarcelado durante cinco meses, debido a su liderazgo en el Partido Socialista Popular (PSP). Risquet luego luchó en la Revolución Cubana, a partir de 1958, lo que llevó a Risquet a convertirse en una figura importante dentro del nuevo gobierno revolucionario.
En representación de Cuba, en octubre de 1964, Risquet se reunió con Nikita Jrushchov para tratar de obtener un mayor apoyo soviético a Cuba frente a la hegemonía estadounidense. Esta reunión fracasó, ya que Jrushchov no se mostró receptivo a la ayuda a Cuba y, según el propio Risquet, «el tono fue amargo». A su regreso de África en 1967, Risquet ocupó múltiples cargos gubernamentales, incluyendo el de Ministro de Trabajo, desde donde lideró la política pública de criticar duramente a las mujeres cubanas que se quedaban en casa en lugar de comprometerse a trabajar. Además, trabajó como asesor de Raúl Castro en 1991.

## Misiones en África

### Congo-Brazzaville y Guinea-Bissau (1965-1967)
El comienzo de Risquet en la asistencia a África fue en 1965, cuando Fidel Castro lo envió a trabajar con el gobierno de Congo-Brazzaville mientras el Che Guevara luchaba contra mercenarios respaldados por la CIA en Congo-Leopoldville, o Zaire. Allí, fue fundamental para mitigar un golpe militar y, además, formó parte de la primera iniciativa de Congo-Brazzaville para vacunar a los niños contra la polio, y como resultado, miles de jóvenes congoleños fueron inoculados.
Sin embargo, el golpe, junto con la decepción en la efectividad de la asistencia a las tropas angoleñas del MPLA desde Congo-Brazzaville, llevó a Risquet a abandonar África. El regreso de Risquet a Cuba también fue causado por el rechazo del presidente Luís Cabral a la asistencia cubana adicional en Guinea-Bissau.

### Angola (1975-1979)
Debido a sus esfuerzos en el Congo y sus estrechos vínculos con el MPLA, Risquet fue elegido para dirigir las relaciones diplomáticas con Angola una vez que la dictadura de Portugal se desmoronó en 1974-1975. A fines de 1977, después de que se le encomendara liderar la intervención cubana en Angola, Risquet lideró la negociación de una compensación para más personal cubano en Angola después de que el presidente Agostinho Neto solicitara más ayuda.
Después de aproximadamente cuatro meses de negociaciones, los gobiernos cubano y angoleño llegaron a un consenso en enero, expandiendo enormemente los miles de cubanos que brindaban educación y atención médica en la región mientras continuaba la guerra civil. Cuba, sin embargo, estaba agobiada económicamente por la misión internacionalista en Angola y no podía soportar los inmensos costos de capital y humanos, lo que llevó a Risquet a regresar a La Habana en 1979.

### Namibia (1978-1991)
La Sudáfrica del apartheid había ocupado Namibia como África del Sudoeste desde la Primera Guerra Mundial a pesar de un fallo de un tribunal internacional de 1971 que declaró ilegal la ocupación. La resistencia a lo que se consideraba una ocupación ilegal se convirtió en la Guerra Fronteriza Sudafricana entre los insurgentes de la Organización del Pueblo de África del Sudoeste (SWAPO) y las fuerzas de seguridad sudafricanas/sudoccidentales.
Risquet mantuvo una relación diplomática con la SWAPO, adoptando un enfoque de línea dura al persuadir a la SWAPO para que adoptara la posición de que, si se producía la independencia de Namibia, Sudáfrica también cedería el control del rico puerto de Walvis Bay a la Namibia libre. En 1987-1988, las tropas cubanas y de las FAPLA se vieron envueltas en un serio enfrentamiento con la UNITA y las fuerzas sudafricanas en el sur de Angola durante la batalla de Cuito Cuanavale. 
El temor a una escalada del conflicto precipitó las negociaciones entre Estados Unidos, Cuba, Angola, la Unión Soviética y Sudáfrica sobre el fin de la Guerra Fronteriza Sudafricana, la retirada de las fuerzas cubanas de Angola y la independencia de Namibia. Tras meses de negociaciones, se llegó a un acuerdo que permitió la retirada gradual de las tropas cubanas de Angola y de las fuerzas sudafricanas de Namibia. Las últimas tropas cubanas abandonaron Angola en 1991.